# Windsor (Massachusetts)
Pour les articles homonymes, voir Windsor.
Windsor est une ville du Comté de Berkshire dans l’État du Massachusetts.
Elle a été incorporée en 1771.
Sa population était de 831 habitants en 2020.